# فاکسبرو (ماساچوست)
فاکسبرو، ماساچوست
فاکسبرو(به انگلیسی: Foxborough) شهرکی در شهرستان نورفولک ایالت ماساچوست می‌باشد که در سال ۱۷۷۸ بنیان‌گذاری شده‌است. این شهرک در سرشماری سال ۲۰۱۰ میلادی، ۱۶٬۸۶۵ نفر جمعیت داشته‌است.